# Заболоття (гміна Кодень)
Заболоття (Заболотє, Заблоце, пол. Zabłocie) — село в Польщі, у гміні Кодень Більського повіту Люблінського воєводства. Населення — 252 особи (2011). Одне з найбільш українізованих за часів міжвоєнної Польщі сіл Південного Підляшшя.

## Історія
1668 року вперше згадується церква в селі.
За даними етнографічної експедиції 1869—1870 років під керівництвом Павла Чубинського, у селі переважно проживали греко-католики, які розмовляли українською мовою.
У 1921 році село входило до складу гміни Заблоття Більського повіту Люблінського воєводства Польської Республіки. За переписом населення Польщі 10 вересня 1921 року в селі налічувалося 108 будинків та 508 мешканців, з них:
- 246 чоловіків та 262 жінки;
- 493 православні, 13 римо-католиків;
- 377 українців, 124 поляки, 7 осіб іншої національності.

За звітом польської поліції, у 1935 році православна парафія Заболоття налічувала 2823 вірян. У липні-серпні 1938 року польська влада в рамках великої акції руйнування українських храмів на Холмщині і Підляшші знищила цвинтарну православну церкву.
У вересні 1939 року, під час німецько-радянського вторгнення в Польщу, у селі відбувалася польсько-українська збройна сутичка, коли під час проходження Заболоттям польського загону, що відступав з фронту, його атакували українські підпільники. Поляки взяли в заручники собі декількох місцевих мешканців, яких пізніше відпустили. Внаслідок перестрілки загунув один український підпільник родом зі сусідніх Шостаків та декілька польських військових.

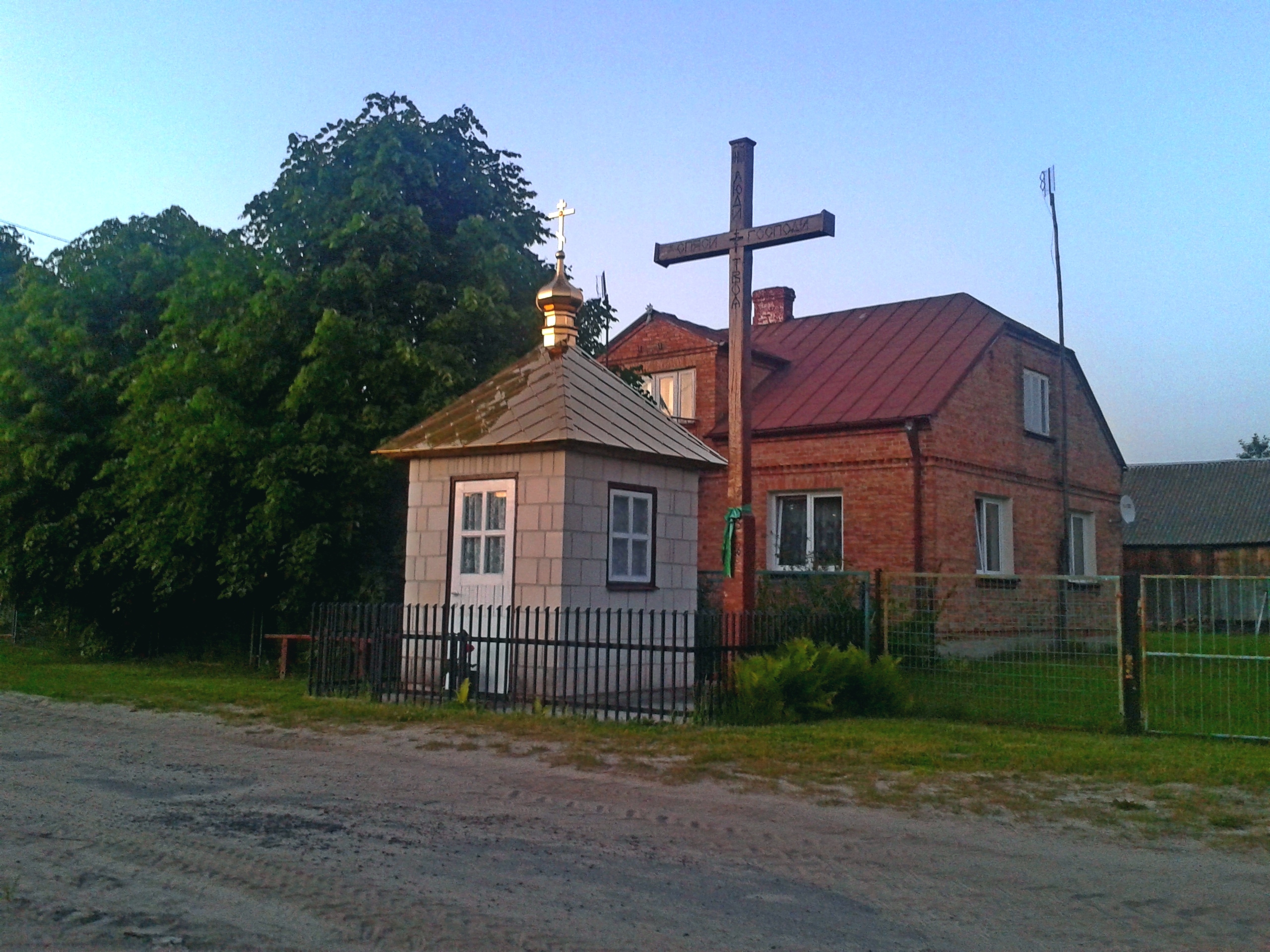
Православна капличка

За німецьким переписом 1940 року, у селі проживало 713 осіб, з них 603 українці, 86 «русинів», 17 поляків і 7 білорусів. На однойменній колонії тоді було 273 жителі, з яких 221 поляк, 51 українець і 1 «русин». У 1941 році в селі діяла українська двоповерхова мурована семикласова школа. У 1943 році в селі мешкало 713 українців та 41 поляк, а в сусідній однойменній колонії — 193 поляки та 45 українців. У середині 1940-х років у районі Заболоття діяла сотня УПА Івана Романечка («Володі»), що належала до тактичного відтинку «Данилів». У 1947 році в рамках операції «Вісла» польською армією із Заболоття було виселено 316 українці. В пам'ять про депортацію в селі встановлено хрест.
У 1957 році в місцевій школі було відновлене факультативне вивчення української мови, того року її вивчав 21 учень. У 1975—1998 роках село належало до Білопідляського воєводства.

## Населення
Демографічна структура станом на 31 березня 2011 року:
|          | Загалом | Допрацездатний вік | Працездатний вік | Постпрацездатний вік |
| -------- | ------- | ------------------ | ---------------- | -------------------- |
| Чоловіки | 111     | 14                 | 77               | 20                   |
| Жінки    | 141     | 18                 | 68               | 55                   |
| Разом    | 252     | 32                 | 145              | 75                   |

## Релігія
У селі збереглася церква святого Миколая.

## Особистості

### Народилися
- Анастасія Гаврилюк (1907—1973) — українська радянська фармакологиня[11].
- Михайло Гаврилюк (1932—2006) — український учений, фахівець у галузі інформаційно-вимірювальної техніки.
- Олександр Гаврилюк (1911—1941) — український письменник, публіцист, діяч комуністичного руху.